# كريستينا ناربونا
كريستينا ناربونا (من مواليد 29 يوليو 1951) سياسية إسبانية تعمل نائب رئيس مجلس الشيوخ الأول. كما ترأس حزب العمال الاشتراكيين الإسبانيين.
في الفترة من 18 أبريل 2004 إلى أبريل 2008، شغلت منصب وزير البيئة في حكومة خوسيه لويس رودريغيز.

## السيرة الشخصية
ولدت ناربونا في مدريد. في سن 12 هاجرت إلى روما مع والديها، حيث حصلت على شهادة في الاقتصاد قبل العودة إلى إسبانيا عام 1975. بعد ذلك درست في جامعة إشبيلية وخدمت في الحكومة الأندلسية الإقليمية. في عام 1993 انضمت إلى حزب العمال الاشتراكيين الإسبانيين. خدمت في حكومة مدريد المحلية في العديد من القدرات. وقد مثلت مدريد في المؤتمر الإسباني منذ عام 2000.
في 18 يونيو 2017 تم انتخابها رئيس حزب العمال الاشتراكي الأسباني. بعد أن كانت في علاقة مع زميلها السياسي بسوي جوزيب منذ عام 1998، وتزوجوا في يوليو 2018.
اختبرت بإيجابية لكوفيد 19 في 1 فبراير 2021 خلال الوباء في إسبانيا، ولكن مع أعراض خفيفة.

## المشاهدات السياسية
في مقابلة مع عام 2002 جادلت ناربونا بأن سعر السكن في إسبانيا كان باهض وأدى إلى عدم وصوله إلى الشباب، ودعت إلى المزيد من المساعدات الحكومية في قطاع الإسكان.
ناربونا هي خصم للطاقة النووية وتدعم الإغلاق التدريجي للمحطات النووية في إسبانيا. كما أيدت تنفيذ بروتوكولات كيوتو في إسبانيا.